# Irlande au Concours Eurovision de la chanson 1968
L'Irlande a participé au Concours Eurovision de la chanson 1968 le 6 avril à Londres, Angleterre, au Royaume-Uni. C'est la 4e participation de l'Irlande au Concours Eurovision de la chanson.
Le pays est représenté par le chanteur Pat McGeegan et la chanson Chance of a Lifetime qui ont été sélectionnés au moyen d'une finale nationale organisée par la Raidió Teilifís Éireann (RTÉ).

## Sélection

### Irish Final 1968
Le radiodiffuseur irlandais Raidió Teilifís Éireann (RTÉ, « Radio-télévision irlandaise ») organise une finale nationale, pour sélectionner l'artiste et la chanson représentant l'Irlande au Concours Eurovision de la chanson 1968.
La sélection nationale, présentée par Brendan O'Reilly (en), a lieu du 6 février au 3 mars 1968 aux studios RTÉ à Dublin.
Seize chansons ont participé à la finale nationale. Les chansons sont interprétées en anglais et en irlandais, les deux langues officielles de l'Irlande.

#### Demi-finales

##### 1redemi-finale
| Ordre | Artiste              | Chanson                 | Langue  | Traduction                   | Qualifiée |
| ----- | -------------------- | ----------------------- | ------- | ---------------------------- | --------- |
| 1     | Tony Kenny           | Bright Butterfly        | Anglais | Papillon brillant            | Oui       |
| 2     | Joan Connolly        | Grown Up World          | Anglais | Le monde grandissant         | Non       |
| 3     | Leslie Cooke         | Happy                   | Anglais | Heureux                      | Non       |
| 4     | Pat Lynch            | Kinsale                 | Anglais | Kinsale                      | Oui       |
| 5     | Tina                 | One Love Two            | Anglais | On aime deux                 | Oui       |
| 6     | Dawn Knight          | Why                     | Anglais | Pourquoi                     | Oui       |
| 7     | Deirdre Wynne        | Woman Beside the Phone  | Anglais | La femme à côté du téléphone | Non       |
| 8     | Frankie McBride (en) | You're Not There at All | Anglais | Tu n'es pas du tout là       | Non       |

##### 2edemi-finale
| Ordre | Artiste           | Chanson                   | Langue    | Traduction                | Qualifiée |
| ----- | ----------------- | ------------------------- | --------- | ------------------------- | --------- |
| 1     | Anne Bushnell     | Ballad to a Boy           | Anglais   | Ballade pour un garçon    | Non       |
| 2     | Pat McGeegan      | Chance of a Lifetime      | Anglais   | La chance d'une vie       | Oui       |
| 3     | Alma Carroll      | Give Me All Your Love     | Anglais   | Donne-moi tout ton amour  | Oui       |
| 4     | Anna McGoldrick   | Gleann na smól            | Irlandais | La vallée des grives      | Oui       |
| 5     | Tommy Drennan     | If You Love Me            | Anglais   | Si tu m'aimes             | Non       |
| 6     | Roly Daniels      | Look for Love             | Anglais   | Recherche l'amour         | Non       |
| 7     | Frances McDermott | Since the Spring          | Anglais   | Depuis le printemps       | Oui       |
| 8     | Gregory           | You Can't Have Everything | Anglais   | Tu ne peux pas tout avoir | Non       |

#### Finale
| Ordre | Artiste           | Chanson               | Langue    | Traduction               | Points | Place |
| ----- | ----------------- | --------------------- | --------- | ------------------------ | ------ | ----- |
| 1     | Anna McGoldrick   | Gleann na smól        | Irlandais | La vallée des grives     | 5      | 5     |
| 2     | Tony Kenny        | Bright Butterfly      | Anglais   | Papillon brillant        | -      | -     |
| 3     | Frances McDermott | Since the Spring      | Anglais   | Depuis le printemps      | -      | -     |
| 4     | Pat McGeegan      | Chance of a Lifetime  | Anglais   | La chance d'une vie      | 15     | 1     |
| 5     | Tina              | One Love Two          | Anglais   | On aime deux             | 13     | 3     |
| 6     | Pat Lynch         | Kinsale               | Anglais   | Kinsale                  | 14     | 2     |
| 7     | Alma Carroll      | Give Me All Your Love | Anglais   | Donne-moi tout ton amour | 12     | 4     |

Lors de cette sélection, c'est la chanson Chance of a Lifetime, interprétée par le chanteur Pat McGeegan, qui fut choisie,. Le chef d'orchestre sélectionné pour l'Irlande à l'Eurovision 1968 est Noel Kelehan.

## À l'Eurovision
Chaque pays avait un jury de dix personnes. Chaque juré attribuait un point à sa chanson préférée.

### Points attribués par l'Irlande
| 4 points | Suède                      |
| 3 points | Yougoslavie                |
| 1 point  | Espagne Monaco Royaume-Uni |

### Points attribués à l'Irlande
| 10 points | 9 points           | 8 points | 7 points | 6 points                                      |
| --------- | ------------------ | -------- | -------- | --------------------------------------------- |
|           |                    |          |          | - Yougoslavie                                 |
| 5 points  | 4 points           | 3 points | 2 points | 1 point                                       |
|           | - Autriche - Suède |          |          | - Belgique - Luxembourg - Pays-Bas - Portugal |

Pat McGeegan interprète Chance of a Lifetime en 14e lors de la soirée du concours, suivant la Norvège et précédant l'Espagne, le pays vainqueur de l'Eurovision 1968 par la suite.
Au terme du vote final, l'Irlande termine 4e sur les 17 pays participants, ayant reçu 18 points au total provenant de sept pays,.